# Phanopathes cancellata
Phanopathes cancellata är en korallart som först beskrevs av Brook 1889.  Phanopathes cancellata ingår i släktet Phanopathes och familjen Aphanipathidae. Inga underarter finns listade i Catalogue of Life.